# Биду, Жак
Жак Биду (фр. Jacques Bidou; род. 1945) — французский кинопродюсер.
Получив степень бакалавра по философии, затем учился в Брюсселе в Высшем национальном институте исполнительских искусств. Работал в Испании в области производства фильмов и телепрограмм.
В 1987 году создал собственную продюсерскую компанию JBA Production, которая к 2013 году произвела более 100 кинофильмов. Среди них значительное место занимают дебютные работы и постановки кинорежиссёров из стран Третьего мира: в частности, компания Биду продюсировала первый кинофильм, снятый в Папуа — Новой Гвинее, и первый фильм, снятый в ЮАР чернокожим кинорежиссёром, — «Дураки» Рамадана Сулемана, получившие в 1997 году приз «Серебряный леопард» за лучший дебют на Международном кинофестивале в Локарно. Среди других заметных фильмов Биду — «Рисовые люди» Ритхи Паня (1994, номинация на «Оскар» за лучший фильм на иностранном языке), его же «Однажды вечером, после войны» (1998), фильмы алжирского режиссёра Мерзака Аллуаша «Привет, кузен!» (1996), «Раскаявшийся» (2012) и «Крыши» (2013), зимбабвийский фильм «Пламя» (1996) режиссёра Ингрид Синклер, «Заговор Аристотеля» (1996) камерунца Жан-Пьера Беколо, «Утонувшие тела» (1997) и «Лумумба» (2000) гаитянца Рауля Пека, «Мутанты» (1998) португалки Терезы Виллаверди, «Лицо» (2009) и «Бродячие псы» (2013) тайваньского режиссёра Цай Минляна, дебютный фильм итальянки Аличе Рорвахер «Небесное тело» (2011), «Почтенное семейство» (2013) иранца Масуда Бакши. Выступил также одним из продюсеров фильма Сергея Лозницы «Донбасс» (2018).
Работал в парижской Высшей национальной школе аудиовизуальных искусств (1995—1998 — вице-президент, 1998—2011 — член административного совета).
В 2002 году исполнил главную роль в фильме Отара Иоселиани «Утро понедельника». В связи с этим Иоселиани так отозвался о Биду:
Это удивительно тонкий и наблюдательный человек, очень ответственно относящийся к своей работе. Но в то же время очень весёлый и способный на иронию и на едкие и печальные замечания по поводу своих неудач. Когда человек к себе относится с иронией, это значит, что с ним можно вести долгие и приятные беседы.